# Eleuterio di Alessandria
Papa Eleuterio o Elefterio (... – 1180), è stato papa e patriarca greco-ortodosso di Alessandria e di tutta l'Africa tra il 1175 e il 1180.